# СУ-4

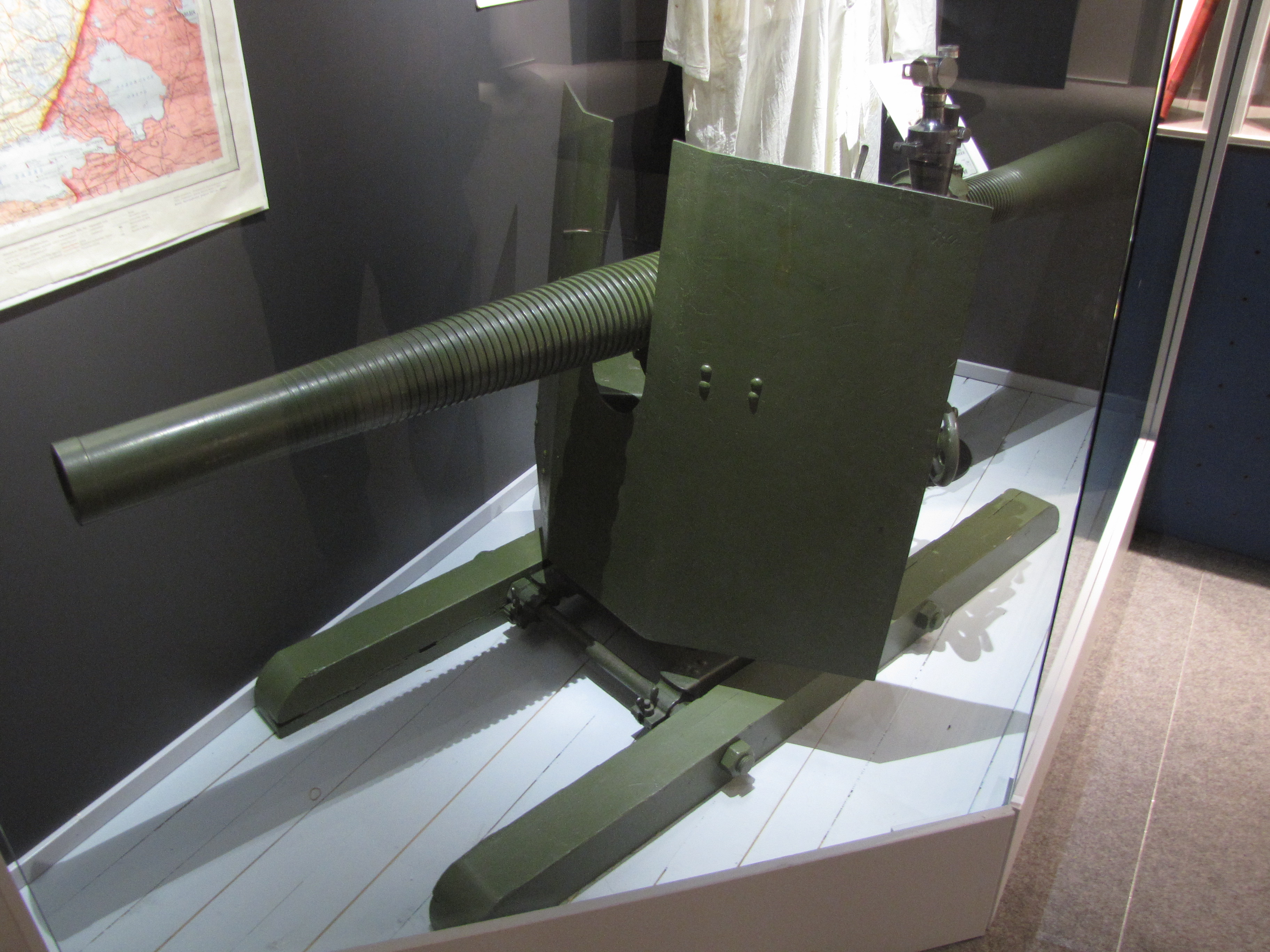
Динамореактивная пушка Курчевского, снятая финнами с захваченной самоходки СУ-4 (она же СПК) на шасси ГАЗ-ТК.

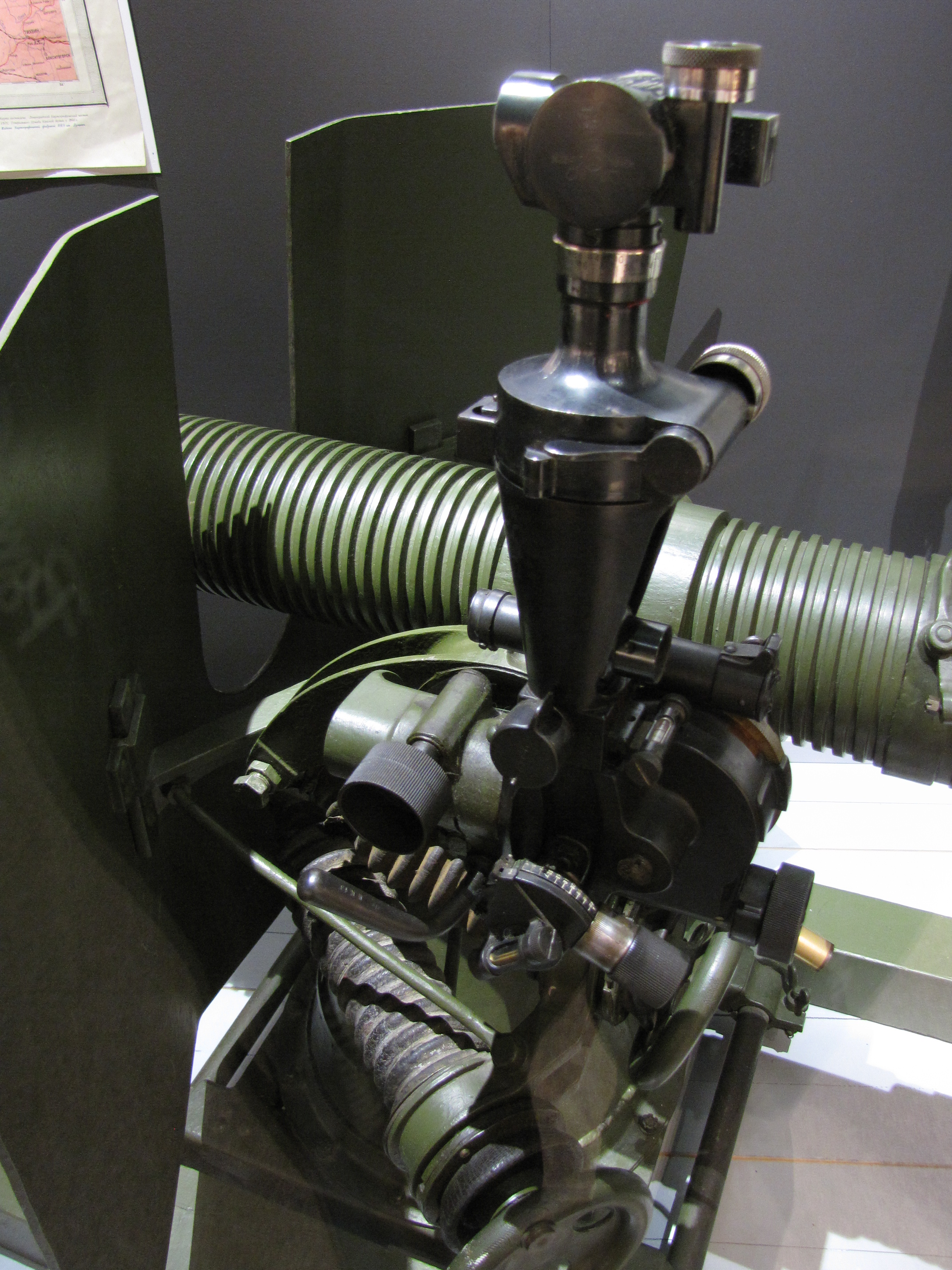
Панорамный прицел пушки с захваченной самоходки СУ-4 (она же СПК) в хельсинкском музее.

СУ-4, известная также как СПК (самоходная пушка Курчевского) — советское самоходное безоткатное орудие, созданное в межвоенный период.
Боевая машина состояла на вооружении РККА, была выпущена малой серией в 23 экземпляра.

## История создания
В 1934 году на заводе «Гудок Октября» был создан опытный образец трехосного легкового автомобиля повышенной проходимости на базе ГАЗ-А — ГАЗ-ТК (трехосный Курчевского); машина, разработанная годом ранее в СКБ Л. В. Курчевского, была спроектирована прежде всего в качестве самоходного шасси для 76-мм батальонной пушки БПК (батальонная пушка Курчевского). В 1934—1935 годах было выпущено 247 машин, из которых 23 были переоборудованы в самоходные артиллерийские установки с БПК, получившие обозначение СУ-4, а остальные предназначались для службы в качестве штабных машин.

## Описание конструкции
СУ-4 имела капотную переднемоторную, заднеприводную автомобильную компоновку с расположением моторного отделения в передней, отделения управления в средней и боевого отделения в задней части корпуса. Экипаж машины составлял из четырёх человек: водителя, командира, и двух человек расчёта орудия. Места для орудийного расчёта находились за кабиной, там же размещались зарядные ящики и бензобак.
Кузов машины — типа «пикап», открытый с поднимающимся верхом. Бронирование корпуса отсутствовало, лишь орудие машины было защищено броневым щитком толщиной 6 мм.

### Вооружение
Основное вооружение машины состояло из динамореактивной 76-мм батальонной пушки образца 1934 года (БПК), установленной в грузовой платформе на тумбовой установке, обеспечивавшей круговое горизонтальное наведение и возможность стрельбы как с машины, так и с грунта.
Для защиты от атак вражеской пехоты был предусмотрен 7,62-мм танковый пулемёт ДТ, перевозившийся в укладке.

### Двигатель и трансмиссия
Двигатель — серийный ГАЗ-А. Трансмиссия — механическая, с трёхступенчатой механической коробкой переключения передач. Конические шестерни главной передачи с передаточным числом 4,44 для получения необходимых тяговых качеств при имеющемся двигателе были заменены на шестерни от ГАЗ-АА, имевшие передаточное число 6,66; при этом типовая ведомая шестерня ГАЗ-АА не умещалась в картере ГАЗ-А, и её пришлось делать тоньше.

### Ходовая часть
Рама машины представляла собой типовую раму ГАЗ-А, удлинённую для установки дополнительного моста на 930 мм путём наложения сзади лонжеронов передней части аналогичной рамы.
Подвеска машины — зависимая на полуэллиптических листовых рессорах.
Ходовая часть машины — колёсная, с колёсной формулой 6 × 4; все колёса — односкатные. В нишах передних крыльев и за кабиной размещались по два запасных колёса. Для увеличения проходимости машина оснащалась быстросъёмными гусеничными лентами «Оверолл», перевозившимися на задних крыльях.

### Электрооборудование
Электрооборудование машины было типовым, позаимствованным от ГАЗ-А.

## Служба и боевое применение

### Организационная структура
СУ-4 предназначались для вооружения разведывательных батальонов стрелковых и танковых дивизий.

### Боевое применение
О боевом применении СУ-4 известно крайне мало.
Несколько машин во время советско-финской войны действовали в составе разведывательных батальонов стрелковых дивизий.
В начальный период Великой Отечественной войны 6 машин использовались разведывательным батальоном 43-й танковой дивизии РККА. Кроме того, 6 экземпляров СУ-4 находились на вооружении 9-го механизированного корпуса, и как минимум одна — в составе 44-й стрелковой дивизии.

### Трофейные машины
По крайней мере одна машина, находившаяся в расположении 44-й стрелковой дивизии, была захвачена в 1941 году германскими войсками. Информация о техническом состоянии и дальнейшей судьбе трофея отсутствует.

## Оценка

### Шасси
Типовая рама от ГАЗ-А для обеспечения монтажа заднего моста увеличена на 930 мм путём наложения на неё в задней части сверху рамы лонжеронов передней части той же рамы ГАЗ-А. Эти накладные лонжероны прикреплены к основной раме болтами и заклепками. Двигатель, главное сцепление, коробка перемены передач, передний мост [182] и колеса поставлены от ГАЗ-А. Карданный вал заднего моста — типовой, ведущая и коронная шестерни специальной заготовки.
В дифференциал среднего моста введена 2-я ведущая шестерня, находящаяся в зацеплении с коронной шестерней среднего дифференциала, которая и передает крутящий момент через второй карданный вал на второй задний мост. Карданный вал от среднего моста к заднему — специальный, с типовым шарнирным соединением от ГАЗ-АА. Ведущая и коронная шестерни в заднем мосту такие же, как в среднем. Картер дифференциала и кожух кардана — специальной заготовки. В остальном задний мост ничем не отличается от среднего.
Подвеска рессоры заднего моста осуществляется путём крепления усиленной рессоры непосредственно к траверсе. Траверса имеет шарнирное соединение с лонжеронами рамы, допускающее горизонтальное перемещение рессоры вместе с задним мостом.
Бензобак — один, специальный, емкостью 78 л. Электрооборудование — типовое, от ГАЗ-А…
Таким образом, изготовление шасси ТК связано:
а). с поделкой новой рамы, состоящей из двух рам ГАЗ-А;
б). со значительными изменениями конструкции заднего моста, в который введено 27 штук новых деталей;
в). поделкой нового среднего моста, скомпонованного из 23 штук новых деталей и деталей автомобиля ГАЗ;
г). изменением передних и задних рессор, их подвески.
То есть шасси ТК не может быть изготовлено из типовых деталей и агрегатов ГАЗ-А и ГАЗ-АА и требует изготовления большого количества новых отливок, поковок и т. д.
Однако, несмотря на многочисленные недостатки, машина имела и существенное достоинство — её проходимость была значительно выше, чем у ГАЗ-А.

### Боевые качества
В. С. Архипов, в 1941 году служивший командиром разведывательного батальона 43-й танковой дивизии, в своей книге «Время танковых атак» положительно отзывается о боевой эффективности СУ-4:

Особенно эффективно работали гаубичный дивизион и пушки РПД. Снаряд этой пушки свободно прошивал даже лобовую броню немецких средних танков, не говоря уже о легких Т-1 и Т-2.

### Сноски
1. ↑  В книге машины фигурируют как «пушки РПД на вращающихся тумбах, смонтированные на платформах грузовиков»